# Olav Kallenberg
Olav Kallenberg, född 1939 i Sverige, är en svensk-amerikansk matematiker. 
Olav Kallenberg utbildade sig i Sverige med en civilingenjörsexamen i teknisk fysik 1963 från Kungliga Tekniska högskolan i Stockholm, där han fortsatte som doktorand i matematisk statistik fram till teknologie licentiat. Efter flera år med svagt intresse för forskning, vände det åter och på ett halvår fullföljde han sin doktorsavhandling 1972 vid Chalmers tekniska högskola, där han blev kvar som föreläsare en tid. Han är professor i matematik och statistik vid Auburn University i Auburn, Alabama, USA.